# Alessandro Monaco
Alessandro Monaco (San Pietro Vernotico, 4 februari 1998) is een voormalig Italiaans wielrenner die als beroepsrenner reed voor onder meer Team Corratec-Vini Fantini.

## Carrière
In 2020 werd Monaco prof bij Bardiani CSF Faizanè. In zijn twee seizoenen bij die ploeg reed hij onder meer de Ronde van Langkawi (in 2020) en de Ronde van Lombardije (in 2021). Nadien vertrok bij naar Giotti Victoria-Savini Due. Namens die ploeg werd hij in 2022 negentiende in de Adriatica Ionica Race. In 2023 won hij, namens Team Technipes #inEmiliaRomagna, zijn eerste UCI-zege: in de Aziz Shusha, een Azerbeidzjaanse etappekoers, won hij de vierde etappe. In het algemeen klassement eindigde hij op de achtste plaats, op bijna vijf minuten van winnaar en ploeggenoot Emanuele Ansaloni.
In 2024 maakte Monaco zijn terugkeer als prof: hij tekende een contract bij Team Corratec-Vini Fantini. Zijn debuut voor de ploeg maakte hij eind januari in de Grote Prijs La Marseillaise.

## Overwinningen
2023
4e etappe Aziz Shusha

## Resultaten in voornaamste wedstrijden
| Jaar | Ronde van Lombardije |
| ---- | -------------------- |
| 2021 | 105e                 |

## Ploegen
- 2020 –  Bardiani CSF Faizanè
- 2021 –  Bardiani CSF Faizanè
- 2022 –  Giotti Victoria-Savini Due
- 2023 –  Team Technipes #inEmiliaRomagna
- 2024 –  Team Corratec-Vini Fantini

Amella · Baldaccini · Balmer (vanaf 14/5) · Bonifazio · Conti · Darbellay · Debons · González (vanaf 31/3) · Iacchi · Mareczko · Masotto · Monaco · Murgano · Olivero · Padoen · Ponomar · Samudio (vanaf 1/8) · Quartucci · Sbaragli · Stewart · Stöckli · Tsarenko · van Empel · Viviani · Zambelli · Bögli (stagiair) · Parravano (stagiair) · Tissières (stagiair)